# Swietłana Czerwonnaja
Swietłana Michajłowna Czerwonnaja (ur. 7 czerwca 1936 w Moskwie, zm. 9 listopada 2020) – rosyjska etnolożka, prof. dr hab.

## Życiorys
Obroniła pracę doktorską, następnie uzyskała stopień doktora habilitowanego. 1 grudnia 2004 nadano jej tytuł profesora w zakresie nauk humanistycznych. Została zatrudniona na stanowisku profesora zwyczajnego w Katedrze Etnologii i Antropologii Kulturowej na Wydziale Nauk Historycznych Uniwersytetu Mikołaja Kopernika w Toruniu.
Zmarła 9 listopada 2020.